# هيام أبو غزالة
هيام أبو غزالة (1934- ) ناشطة فلسطينية، ولدت في مدينة يافا. نالت شهادة البكالوريوس في علم الاجتماع من جامعة بيرزيت عام 1976، ثم شهادة الماجستير في التربية وتنمية المجتمع من جامعة مانشستر في بريطانيا عام 1987. عملت مرشدة اجتماعية ومديرة في مؤسسة لتعليم الفتيات تابعة لوزارة الشؤون الاجتماعية الأردنية، وكانت مؤسسة ومديرة دائرة تعلم الكبار في جامعة بيرزيت ما بين الأعوام 1976 إلى 1999، ومؤسسة ورئيسة الشبكة الفلسطينية لمحو الأمية وتعليم الكبار التي تشكلت في عام 1999، وهي عضو المجلس التنفيذي للشبكة العربية لمحو الأمية وتعليم الكبار في القاهرة (ممثلة فلسطين) منذ عام 1999. كما كانت مستشارة لبرنامج التعلم عن بعد التابع لبرنامج دراسات التنمية في جامعة بيرزيت بين الأعوام 1999 إلى 2000.
ألّفت أبو غزالة عددًا من الكتب في مجال محو الأمية وتعليم الكبا، وأشرفت على نشر بعض الكتب التعليمية للكبار. استلمت عدد من الجوائز منها جائزة تكريمية من جامعة بيرزيت عام 1999 وجائزتين تقديريتين من المنظمة العربية للتربية والثقافة والعلوم عام 2000 "جائزة محو الأمية الحضاري"، واختيارها عضو في المجلس التنفيذي للشبكة العربية لمحو الأمية وتعليم الكبار.